# Fiat 405
Le Fiat 405 est un autobus typiquement urbain, produit par le constructeur italien Fiat Bus à partir de 1952.
Ce véhicule, lancé en 1952, conserve les grandes caractéristiques des autobus urbains de l'époque mais il appartient à une nouvelle génération avec un châssis non plus conçu sur la base d'un châssis de camion mais sur un châssis spécifiquement étudié pour les autocars et autobus, abaissé pour garantir un accès aisé aux usagers. Ce modèle d'autobus urbain fait partie de la nouvelle série 400 qui désigne les nouveaux modèles d'autobus urbains du constructeur italien Fiat Bus. Les autobus de cette série disposeront d'un châssis spécialement conçu pour obtenir un plancher abaissé.
Il a été créé pour une utilisation très polyvalente dans toutes les grandes villes d'Italie, pour un transport de masse dans les centres-villes. Ce bus urbain a connu un très gros succès commercial. Sa robustesse légendaire et ses caractéristiques mécaniques de fiabilité feront qu'il restera en service pendant plus de 30 ans. Nombreux sont les véhicules usagés qui ont été exportés vers l'Afrique notamment.
Ce modèle restera dans la mémoire des sociétés de transport urbain car ce fut le premier à offrir la direction assistée et une boîte de vitesses semi-automatique pour le chauffeur mais inaugurait la position du moteur placé à plat sous le plancher au centre du véhicule.
Comme de coutume en Italie, le Fiat 405, en plus de la version constructeur avec carrosserie "CANSA" du nom de l'usine où était produit le véhicule, était également disponible avec plusieurs carrosseries conçues et réalisées par les carrossiers spécialisés Casaro, Viberti, et dans un deuxième temps, Menarini Bus.
Il ne sera décliné qu'en une seule version disposant du moteur Fiat 203/03 de 10.676 cm3 développant 140 Ch à 2.000 tours par minute, jusqu'en 1957 où la puissance passa à 150 Ch.
Fiat en a dérivé un trolleybus baptisé, selon le code interne Fiat, en ajoutant le chiffre "2" devant celui du modèle avec motorisation diesel, Fiat 2405.

## Fiat 405 Menarini Monocar 1001
Alors que Fiat avait quasiment décidé de mettre fin à la production de ce modèle très apprécié car déjà remplacé par le Fiat 411, la carrosserie Menarini Bus reçoit plusieurs commandes pour son modèle Monocar 1001 construit à partir du Fiat 405 avec une longueur portée à 11,0 mètres conformément aux nouvelles dispositions du code de la route italien.
Ce modèle très souvent désigné Menarini 1001, dérive directement du Fiat 405 dont toute la partie mécanique est conservée. Seule la longueur totale est différente ainsi que l'aménagement intérieur. Le parebrise présente un retour très arrondi alors que les autres carrossiers ont maintenu le montant vertical d'origine. Le Fiat 405 Menarini 1001 a connu une seconde vie en Italie et a fait une excellente percée à l'exportation. Il est resté en fabrication jusqu'en 1966.
La régie des transports urbains de Palerme a acquis 15 exemplaires de cet autobus urbain en 1964 pour assurer le transport des citadins sur la ligne 1 locale. Plusieurs exemplaires sont encore en service après 47 ans sur la ligne 101. Ils affichent plusieurs millions de km au compteur !